# Mingin
Mingin  (également appelé Min Gin, Min Kin ou Minking ; birman : မင်း ကင်း ) est un village située dans le canton de Mingin, dans le district de Kale, dans la région de Sagaing, dans l'ouest de la Birmanie. Il se trouve du côté sud (rive droite) de la rivière Chindwin. C'est le centre administratif du canton de Mingin.